# Ornithidium elianae
Ornithidium elianae är en orkidéart som beskrevs av Germán Carnevali och Mario Alberto Blanco. Ornithidium elianae ingår i släktet Ornithidium och familjen orkidéer. Inga underarter finns listade i Catalogue of Life.